# 도민호
도민호(본명: 도중운, 1971년 5월 23일 ~ 2017년 10월 30일)는 대한민국의 가수이며 작사가 겸 작곡가였다. 2017년 10월 30일 지병으로 세상을 떠났다.
1995년 MBC 강변가요제에서 보컬 음악 듀오 "육각수"의 보컬리스트로 참가하며 《흥보가 기가 막혀》로 첫 데뷔한 그는 1990년대 중반 "엘비스 컨츄리 꼬꼬"와 "시골에서 온 엘비스" 등의 닉네임으로도 불리었으며 1998년 여성 댄스 팝 가수 이빈의 《Don't cry》(작사: 도중운 / 작곡: 도중운, 신창희 / 편곡: 신창희, 정흥철)라는 노래 작품을 작사 및 작곡하기도 하였다.